# Morti nel 2000/Gennaio
| Questa pagina contiene informazioni ricavate automaticamente dalle voci biografiche con l'ausilio del template Bio e di un bot. L'aggiornamento è periodico e automatico e ricostruisce completamente la pagina. Se manca una persona in questa lista, sei pregato di non aggiungerla, ma accertati piuttosto che la sua voce biografica contenga il template Bio e che i dati anagrafici siano correttamente compilati. Se il template Bio manca, inseriscilo tu stesso o, in alternativa, metti l'avviso {{tmp\|Bio}} che ne segnala la mancanza. Se i dati riportati sono sbagliati, correggi direttamente la voce biografica; le modifiche saranno visibili in questa lista entro pochi giorni. Per chiarimenti vedi il progetto biografie. La lista contiene solo le 150 persone che sono citate nell'enciclopedia e per le quali è stato implementato correttamente il template Bio. Pagina aggiornata al 26 lug 2025. |

- 1º gennaio - Angelo Azzolina, politico italiano (n. 1943)
- 1º gennaio - Marcello Creti, inventore e sensitivo italiano (n. 1922)
- 1º gennaio - Hank Evans, cestista statunitense (n. 1914)
- 1º gennaio - Stan Patrick, cestista e allenatore di pallacanestro statunitense (n. 1922)
- 1º gennaio - Jean-Pierre Staelens, cestista francese (n. 1945)
- 1º gennaio - Hans Werthén, ingegnere e dirigente d'azienda svedese (n. 1919)
- 2 gennaio - Nat Adderley, trombettista statunitense (n. 1931)
- 2 gennaio - Patrick O'Brian, scrittore, saggista e traduttore britannico (n. 1914)
- 2 gennaio - Maria Mercedes di Borbone-Due Sicilie, principessa spagnola (n. 1910)
- 3 gennaio - Ferruccio Antonelli, medico e psichiatra italiano (n. 1927)
- 3 gennaio - Gabriela Brimmer, scrittrice e attivista messicana (n. 1947)
- 3 gennaio - Aldo Garosci, storico, politico e antifascista italiano (n. 1907)
- 3 gennaio - Alessandro Gennari, psicologo e scrittore italiano (n. 1949)
- 3 gennaio - Viktor Kolotov, allenatore di calcio e calciatore sovietico (n. 1949)
- 3 gennaio - Eliodoro Sollima, pianista e compositore italiano (n. 1926)
- 3 gennaio - Bernhard Wicki, attore e regista austriaco (n. 1919)
- 4 gennaio - Alfred Bohrmann, astronomo tedesco (n. 1904)
- 4 gennaio - Tom Fears, giocatore di football americano e allenatore di football americano statunitense (n. 1922)
- 4 gennaio - Spyridōn Markezinīs, politico greco (n. 1909)
- 4 gennaio - Omkarananda, religioso, filosofo e scrittore indiano (n. 1929)
- 5 gennaio - Gōseki Kojima, fumettista giapponese (n. 1928)
- 5 gennaio - Guido Mandracci, pilota motociclistico italiano (n. 1942)
- 5 gennaio - Pietro Rebuzzi, calciatore italiano (n. 1918)
- 6 gennaio - Ladislav Čemický, pittore e grafico slovacco (n. 1909)
- 6 gennaio - Augusto Fraga, regista e sceneggiatore portoghese (n. 1910)
- 6 gennaio - Scevola Mariotti, latinista e filologo classico italiano (n. 1920)
- 6 gennaio - Sven-Pelle Pettersson, nuotatore e pallanuotista svedese (n. 1911)
- 6 gennaio - Mario Pierangeli, militare italiano (n. 1957)
- 6 gennaio - Malvina Polo, attrice statunitense (n. 1903)
- 6 gennaio - Luigi Sarzano, commediografo e poeta italiano (n. 1927)
- 6 gennaio - Aleksej Borisovič Vyžmanavin, scacchista russo (n. 1960)
- 7 gennaio - Gary Albright, wrestler statunitense (n. 1963)
- 7 gennaio - Ken Keyworth, calciatore inglese (n. 1934)
- 7 gennaio - Klaus Wennemann, attore tedesco (n. 1940)
- 8 gennaio - Karl Adamek, calciatore e allenatore di calcio austriaco (n. 1910)
- 8 gennaio - Tommy Conlon, attore statunitense (n. 1917)
- 8 gennaio - Henry Eriksson, mezzofondista svedese (n. 1920)
- 8 gennaio - Fritz Thiedemann, cavaliere tedesco (n. 1918)
- 8 gennaio - Gianni Vagliani, attore e doppiatore italiano (n. 1926)
- 9 gennaio - Giuseppe Amasio, politico italiano (n. 1922)
- 9 gennaio - Marguerite Churchill, attrice statunitense (n. 1910)
- 9 gennaio - Nelusco Giachini, politico italiano (n. 1924)
- 9 gennaio - Bruno Zevi, architetto, urbanista e politico italiano (n. 1918)
- 10 gennaio - Arthur Batanides, attore statunitense (n. 1923)
- 10 gennaio - Tosca Bucarelli, partigiana e antifascista italiana (n. 1922)
- 10 gennaio - Maxine Elliott Hicks, attrice statunitense (n. 1904)
- 10 gennaio - Antonio La Raina, attore italiano (n. 1922)
- 10 gennaio - Angelo Marchese, critico letterario, semiologo e insegnante italiano (n. 1937)
- 10 gennaio - Adelmo Riccardi, sindacalista e politico italiano (n. 1924)
- 11 gennaio - Helena Carter, attrice statunitense (n. 1923)
- 11 gennaio - Giovanni Durando, giurista e giornalista italiano (n. 1915)
- 11 gennaio - Rafael García Repullo, calciatore e allenatore di calcio spagnolo (n. 1923)
- 11 gennaio - Bob Lemon, giocatore di baseball e allenatore di baseball statunitense (n. 1920)
- 11 gennaio - Valerio Volpini, partigiano, giornalista e storico italiano (n. 1923)
- 11 gennaio - Pavao Žanić, vescovo cattolico croato (n. 1918)
- 12 gennaio - Coventry Brown, calciatore inglese (n. 1910)
- 12 gennaio - Marc Davis, disegnatore statunitense (n. 1913)
- 12 gennaio - Ken Leslie, cestista e allenatore di pallacanestro statunitense (n. 1925)
- 12 gennaio - Bobby Phills, cestista statunitense (n. 1969)
- 13 gennaio - John Ljunggren, marciatore svedese (n. 1919)
- 13 gennaio - Sergio Macoratti, cestista italiano (n. 1933)
- 13 gennaio - Yvon Segalen, calciatore francese (n. 1906)
- 13 gennaio - Enric Valor i Vives, scrittore spagnolo (n. 1911)
- 14 gennaio - Lina Aimaro, soprano italiano (n. 1914)
- 14 gennaio - Alain Poiré, produttore cinematografico francese (n. 1917)
- 14 gennaio - Giusi Raspani Dandolo, attrice e doppiatrice italiana (n. 1916)
- 14 gennaio - Clifford Truesdell, matematico, filosofo e storico della scienza statunitense (n. 1919)
- 15 gennaio - Yves Mariot, calciatore francese (n. 1948)
- 15 gennaio - Vincenzo Monaldi, calciatore e allenatore di calcio italiano (n. 1915)
- 15 gennaio - Annie Palmen, cantante olandese (n. 1926)
- 15 gennaio - Željko Ražnatović, militare, agente segreto e criminale serbo (n. 1952)
- 15 gennaio - Bruce Seven, regista e produttore cinematografico statunitense (n. 1946)
- 16 gennaio - Gene Harris, pianista statunitense (n. 1933)
- 16 gennaio - Giovanni Pes, vescovo cattolico italiano (n. 1916)
- 16 gennaio - Robert Rathbun Wilson, fisico e scultore statunitense (n. 1914)
- 17 gennaio - Giancarlo Bartolini Salimbeni, scenografo e costumista italiano (n. 1916)
- 17 gennaio - Vasile Cristea, vescovo cattolico rumeno (n. 1906)
- 17 gennaio - Carl Forberg, pilota automobilistico statunitense (n. 1911)
- 17 gennaio - Ion Rațiu, politico, imprenditore e scrittore rumeno (n. 1917)
- 18 gennaio - Nancy Coleman, attrice statunitense (n. 1912)
- 18 gennaio - Frances Drake, attrice statunitense (n. 1912)
- 18 gennaio - Jester Hairston, compositore e attore statunitense (n. 1901)
- 18 gennaio - Margarete Schütte-Lihotzky, designer e architetta austriaca (n. 1897)
- 18 gennaio - Jakie Nash, hockeista su ghiaccio canadese (n. 1914)
- 18 gennaio - Bruno Paradisi, giurista e storico italiano (n. 1909)
- 19 gennaio - Luigi Chinazzo, lottatore italiano (n. 1932)
- 19 gennaio - Cesarino Dante Cioce, politico italiano (n. 1925)
- 19 gennaio - Bettino Craxi, politico italiano (n. 1934)
- 19 gennaio - Anselmo Fernández, allenatore di calcio e architetto portoghese (n. 1918)
- 19 gennaio - Frederick Herzberg, psicologo statunitense (n. 1923)
- 19 gennaio - Rúhíyyih Khanum, canadese (n. 1910)
- 19 gennaio - Hedy Lamarr, attrice e inventrice austriaca (n. 1914)
- 19 gennaio - Alan North, attore statunitense (n. 1920)
- 19 gennaio - Rino Pachetti, partigiano e operaio italiano (n. 1913)
- 19 gennaio - Irra Petina, contralto russo (n. 1908)
- 19 gennaio - Stanley Weston, cestista britannico (n. 1923)
- 20 gennaio - Don Abney, pianista statunitense (n. 1923)
- 21 gennaio - Zdzisław Radomski, militare e aviatore polacco (n. 1915)
- 21 gennaio - Sa'eb Salam, politico libanese (n. 1905)
- 21 gennaio - Mario Volpato, matematico italiano (n. 1915)
- 22 gennaio - Victor Cavallo, attore, poeta e scrittore italiano (n. 1947)
- 22 gennaio - Carlo Cossutta, tenore italiano (n. 1932)
- 22 gennaio - Al Costello, wrestler italiano (n. 1919)
- 22 gennaio - Angel Pocho Gatti, pianista, arrangiatore e direttore d'orchestra argentino (n. 1930)
- 22 gennaio - Masao Harada, triplista e lunghista giapponese (n. 1912)
- 22 gennaio - Anne Hébert, scrittrice, poetessa e sceneggiatrice canadese (n. 1916)
- 22 gennaio - Sergio Lanfranchi, rugbista a 15 e allenatore di rugby a 15 italiano (n. 1925)
- 22 gennaio - Renato Terpolilli, poeta, scrittore e giornalista italiano (n. 1927)
- 23 gennaio - Nicholas Nagy-Talavera, storico ungherese (n. 1929)
- 23 gennaio - Kinsan Ginsan, personaggio televisivo, cantante e centenaria giapponese (n. 1892)
- 24 gennaio - Jeffrey Boam, sceneggiatore e produttore cinematografico statunitense (n. 1946)
- 24 gennaio - Theodor Brinek, allenatore di calcio e calciatore austriaco (n. 1921)
- 24 gennaio - Carl Curtis, politico statunitense (n. 1905)
- 24 gennaio - Bobby Duncum, wrestler statunitense (n. 1965)
- 24 gennaio - Massimo Severo Giannini, giurista e politico italiano (n. 1915)
- 24 gennaio - Tat'jana Petrenko-Samusenko, schermitrice sovietica (n. 1938)
- 25 gennaio - Aleksander Illi, cestista, allenatore di pallacanestro e dirigente sportivo estone (n. 1912)
- 25 gennaio - August Pitzl, cestista e dirigente sportivo austriaco (n. 1920)
- 26 gennaio - Don Budge, tennista e allenatore di tennis statunitense (n. 1915)
- 26 gennaio - Liane Hielscher, attrice tedesca (n. 1935)
- 26 gennaio - Jean-Claude Izzo, scrittore, poeta e giornalista francese (n. 1945)
- 26 gennaio - Giuseppe La Grutta, fisiologo e medico italiano (n. 1927)
- 26 gennaio - Adib Taherzadeh, personalità religiosa iraniano (n. 1921)
- 26 gennaio - A. E. van Vogt, scrittore di fantascienza canadese (n. 1912)
- 27 gennaio - Mae Faggs, velocista statunitense (n. 1932)
- 27 gennaio - Friedrich Gulda, pianista e compositore austriaco (n. 1930)
- 27 gennaio - Antonio Labruna, agente segreto e carabiniere italiano (n. 1927)
- 27 gennaio - Matateu, calciatore portoghese (n. 1927)
- 27 gennaio - Setsuo Nara, cestista giapponese (n. 1936)
- 27 gennaio - Bert Sproston, calciatore inglese (n. 1914)
- 28 gennaio - Antonio Alberti, politico italiano (n. 1929)
- 28 gennaio - Aldo Bonaccini, sindacalista e politico italiano (n. 1920)
- 28 gennaio - Sarah Caudwell, scrittrice britannica (n. 1939)
- 28 gennaio - Ron Feiereisel, cestista, allenatore di pallacanestro e arbitro di pallacanestro statunitense (n. 1931)
- 29 gennaio - Licinio Filisetti, avvocato e attivista italiano (n. 1916)
- 29 gennaio - Heinz Flotho, calciatore tedesco (n. 1915)
- 29 gennaio - Antonio Hernández Palacios, fumettista spagnolo (n. 1921)
- 29 gennaio - Hannes Schmidhauser, calciatore, attore e sceneggiatore svizzero (n. 1926)
- 29 gennaio - Harry Thompson, allenatore di calcio e calciatore inglese (n. 1915)
- 30 gennaio - Martin Aldridge, calciatore britannico (n. 1974)
- 30 gennaio - Francesco Cergoli, calciatore e allenatore di calcio italiano (n. 1921)
- 30 gennaio - Karl-Friedrich Höcker, ufficiale tedesco (n. 1911)
- 30 gennaio - Tommaso Pedio, storico, saggista e avvocato italiano (n. 1917)
- 30 gennaio - Antonio Seffusatti, calciatore italiano (n. 1930)
- 31 gennaio - Martin Benrath, attore tedesco (n. 1926)
- 31 gennaio - Franco Bezzi, funzionario italiano (n. 1917)
- 31 gennaio - Giorgio Cambiotti, fumettista italiano (n. 1931)
- 31 gennaio - Gil Kane, fumettista statunitense (n. 1926)
- 31 gennaio - Ralph Manza, attore statunitense (n. 1921)
- 31 gennaio - Jafar Salmasi, sollevatore iraniano (n. 1918)